# Lekcionar
Lekcionar (lat. lectionarium) je knjiga ili popis koji sadrži zbirku biblijskih čitanja određenih za kršćansko bogoslužje na određeni dan. Postoje podvrste kao što su evanđelistar, lekcionar evanđelja te epistolar s čitanjima iz novozavjetnih poslanica. Dio je Rimskog misala.